# ماتریس بلوک

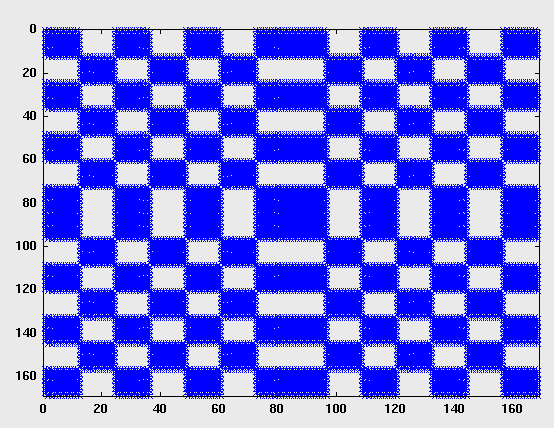
یک ماتریس بلوکی المان ۱۶۸×۱۶۸ با زیرماتریس‌های ۱۲×۱۲، ۱۲×۲۴، ۲۴×۱۲ و ۲۴×۲۴. عناصر غیرصفر به رنگ آبی و عناصر صفر خاکستری هستند.

در ریاضیات، ماتریس بلوک (به انگلیسی: Block matrix) یا ماتریس بخش‌بندی‌شده به ماتریسی گفته می‌شود که به بخش‌هایی به نام بلوک یا زیرماتریس تقسیم شده‌است. به‌طور شهودی، یک ماتریس که به عنوان یک ماتریس بلوک تفسیر می‌شود، می‌تواند به عنوان ماتریس اصلی با مجموعه‌ای از خطوط افقی و عمودی، که آن را شکسته یا به مجموعه‌ای از ماتریس‌های کوچک‌تر تقسیم می‌کند، تجسم شود. هر ماتریسی ممکن است به یک یا چند روش به عنوان یک ماتریس بلوکی تفسیر شود که هر تفسیر با نحوه بخش‌بندی سطرها و ستون‌های آن تعریف می‌شود.
جبر ماتریس بلوکی به‌طور کلی از دومحصولی در دسته‌های ماتریس‌ها ناشی می‌شود.